# Enterprise Electronics Corporation
Pour les articles homonymes, voir EEC.
Enterprise Electronics Corporation (EEC) est une société fondée en 1971 pour produire des radars météorologiques et applications connexes. EEC propose des radars de bande S, bande C et bande X autant pour les services météorologiques nationaux que pour des utilisateurs privés comme des stations de télévision.
Son siège social et son usine se situent à Enterprise (Alabama) où elle a déjà conçu et fabriqué plus de 1 000 systèmes vendus dans plus de 90 pays, de sa création à 2018. En 2012, EEC fut acheté par un groupe d'investisseurs australiens et en 2013, la compagnie a élargi son offre de produits en faisant l'acquisition de la division de stations terrestres de satellites météorologiques de la société australienne Environmental Systems & Services Pty Ltd (ES&S). Elle a mis en place après cela des centres d'assistance à son siège, à Bonn, en Allemagne et à Melbourne, en Australie.
En 2018, le site Manta indique qu'elle emploie 94 personnes et estime son revenu annuel à 41 millions de dollars.

## Histoire

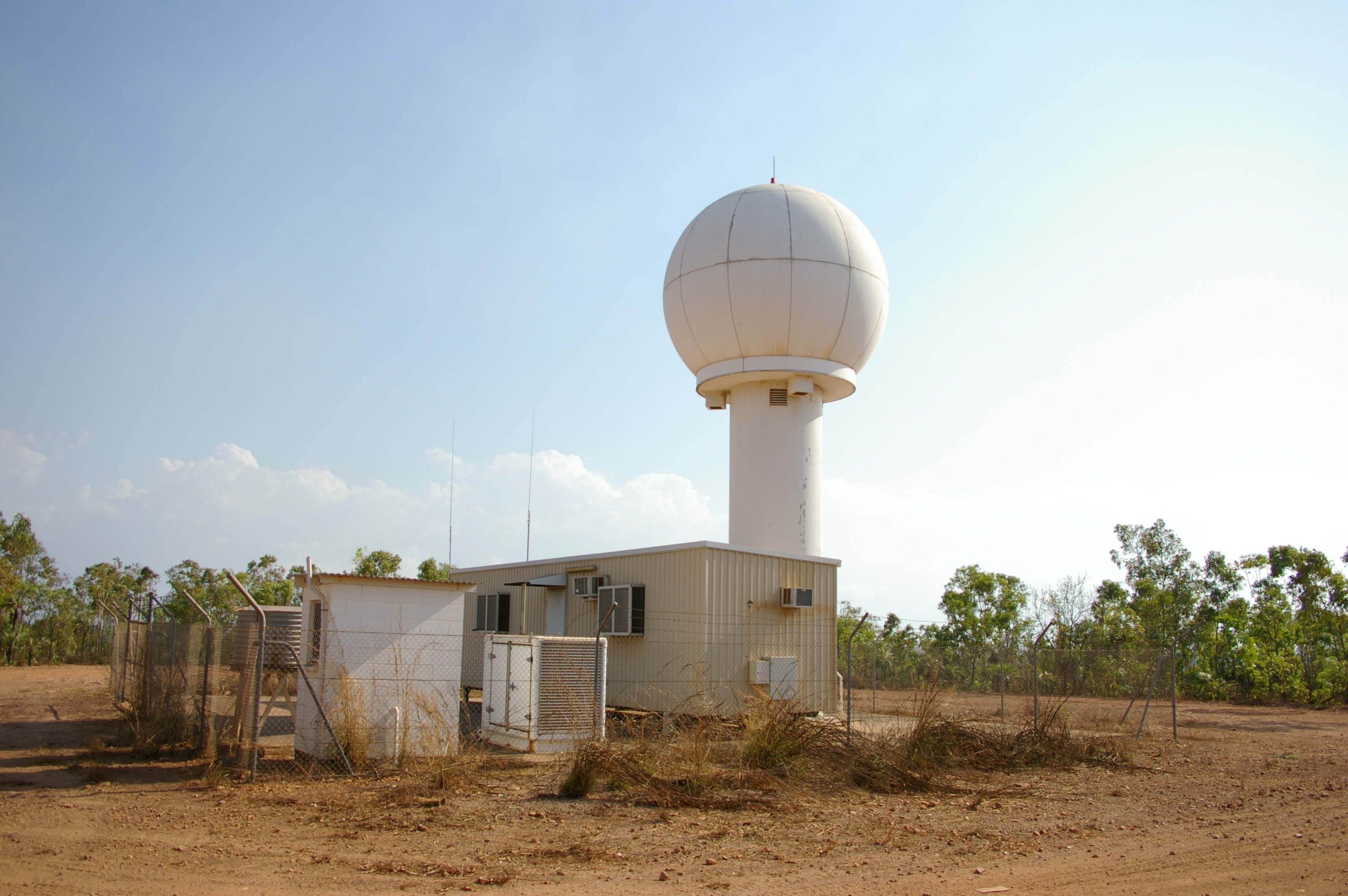
Station radar WSR-74C à Darwin (Australie) en 2007.

En 1971, un groupe d'ingénieurs du radar forma la société dans le sud de l'Alabama pour développer et fabriquer des systèmes de radar météorologique abordables de haute qualité afin de les commercialiser dans le monde entier. En 1974, EEC devint pleinement opérationnel, fabriquant des radars météorologiques à bande C et S avec émetteur à magnétron. Ceux-ci utilisait sa première innovation majeure, le processeur intégrateur vidéo numérique (DVIP), qui permettait l'affichage en six tons de gris l'intensité des précipitations sur un écran. La même année, le service météorologique américain choisit EEC pour remplacer 160 anciens radars du pays par des radars WSR-74 et le DVIP devint la norme en matière d'affichage radar. Au début des années 1980, EEC a ajouté le Digital Colorizer à DVIP pour permettre l'affichage en couleur.
En 1981, en collaboration avec un groupe d'ingénieurs du Massachusetts Institute of Technology (MIT), EEC a développé le processeur de signal numérique RVP-01 qu'il utilisa pour la première fois dans un nouveau radar météorologique pour une station de télévision de l'Oklahoma située dans la « Tornado Alley ». Il s'agissait du premier radar météorologique commercial capable de mesurer la vitesse radiale dans les précipitations. La société développa ensuite le processeur de signal ESP-7 permettant pour la première fois l'affichage sur un ordinateur personnel et le premier système de contrôle du mouvement du radar par ordinateur (et non plus électro-mécaniquement). À la fin des années 1980 et jusque dans les années 1990, EEC offrit les logiciels appelés WeatherWindows pour les radiodiffuseurs qui recherchaient une plus grande diversité d'images radar et EDGE pour la recherche radar avancée.

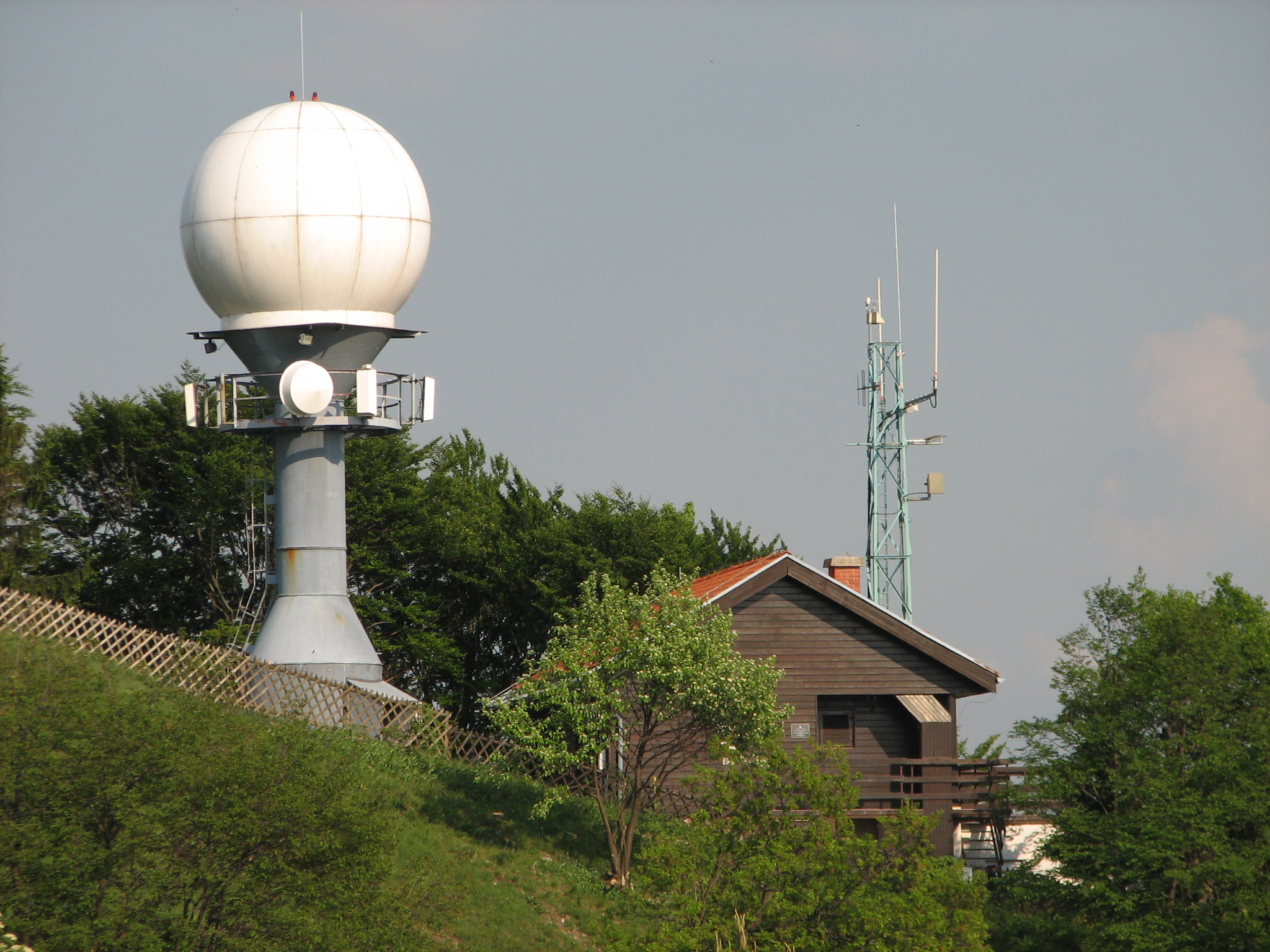
Un radar météo WR 100-2/77 fabriqué par EEC à Sevnica en Slovénie en 2007.

En 2005, EEC a dévoilé un système radar à double polarisation, le premier disponible sur le marché. En 2008, le service météo allemand (DWD) a sélectionné EEC pour renouveler son réseau national de 18 radars météorologiques avec ce dernier,. L'Autriche, la Corée du Sud et la Suède ont suivi. Simultanément, EEC a introduit de nouvelles innovations techniques et produits, notamment le processeur de signal IQ2, de nouvelles architectures de radar intégrant la fibre optique, des systèmes avancés de contrôle du radar et de nouvelles conceptions d'antennes. EEC a collaboré avec l’Université d'Oklahoma pour les applications à double polarité et au développement d'un système de bande X mobile à émetteur à semi-conducteur de faible puissance,.
En 2012, Enterprise Electronics Corporation fut acquis par un groupe australien de propriétaires d’entreprises dirigé par Colin Cookes, président d’Environmental Systems & Services Pty Ltd, de Mark Parow et Andrew Israel, impliqués dans la gestion d'activités d'ingénierie. En 2013, EEC a acquis la division de stations terrestres de réceptions des satellites météorologiques de Environmental Systems & Services Pty Ltd (ES&S) ce qui permet de répondre davantage aux besoins croissants de ses clients.